# 13 Orionis
13 Orionis é uma estrela singular na direção da Orion. Está a 92,29 anos-luz da Terra. Sua magnitude aparente é de +6,17, por isso, está entre as menores estrelas visíveis a olho nu. Sua ascensão reta é de 5h 7m 38.38s. 